# Авакян, Аркадий Абардович
Аркадий Абардович Авакян (12 июля 1912, Батум, Российская империя — не ранее 1985) — советский военный деятель (майор) и тяжелоатлет, призёр чемпионата СССР (1944), заслуженный мастер спорта СССР (1943).

## Биография
Родился 12 июля 1912 года в Батуме.
В 1930-е годы активно занимался тяжёлой атлетикой. С июня 1931 года — в действующей армии.
Участник Великой Отечественной войны, служил на Северном флоте.
В одном из боев младший лейтенант Авакян возглавил 12-ю разведывательную бригаду морской пехоты Северного флота. Во время одной разведывательной операции взвод Авакяна был авангардом и первым вступил в бой с противником. Стреляя из пулемета и метая гранаты, Авакян прорвался посреди автопарка противника и уничтожил более десятка немецких солдат и офицеров.
В 1943 году в рукопашной схватке убил ударом кулака немецкого офицера. Позднее в этой же операции он уничтожил ещё 6 машин противника.
В другой операции Авакян и его бойцы успешно выполнили задание по доставке на берег трофейных гранат и лафетов.
В 1944 году участвовал в чемпионате СССР по тяжёлой атлетике в Киеве и стал бронзовым призёром в среднем весе.
Демобилизован из армии 31 декабря 1955 года в звании майора.

### Награды и звания
- орден Красного Знамени (02.02.1942)
- медаль «За боевые заслуги» (03.11.1944)
- медаль «За оборону Советского Заполярья» (05.12.1944)
- орден Красной Звезды (30.04.1947)
- орден Красного Знамени (26.10.1955)
- орден Отечественной войны 2-й степени (06.04.1985)
- Заслуженный мастер спорта СССР (1943)